# Franz Glæser
Franz Joseph Glæser (født 19. april 1798 i Ober-Georgenthal i Bøhmen, død 29. august 1861 i København) var en bøhmisk komponist og kapelmester, der stod i spidsen for Det Kongelige Kapel i ca. 20 år. Hans navn skrives også Franz Joseph Gläser eller Franz Joseph Glaeser. Hans søn var organisten og komponisten Joseph Glæser.
Forældrene var fattige og havde mange børn, så Franz Joseph havde en hård opvækst. Imidlertid udviste han musikalsk talent, og som 12-årig blev han sanger i hofkapellet i Dresden. I 1815 tog han til Prag, og blev undervist ved Musikkonservatoriet der. I 1817 begav han sig videre til Wien og arbejdede som nodeskriver og musikarrangør. Han fik dog hurtigt bestilling på musikken til et romantisk skuespil Bärenburgs Sturz, der opførtes på Leopoldstädter-Theatret 22. august 1817. Han var da kun 19 år og den opmærksomhed, som denne præstation vakte, skaffede ham 1818 pladsen som vicekapelmester sammesteds. Allerede året efter blev han 1. kapelmester ved et andet af Wiens folketeatre, Josephstädter-Theatret. I 1822 assisterede han på dette teater Beethoven med direktionen af noget festspilmusik, bl.a. ouverturen, Die Weihe des Hauses.

## Københavnertiden
De næste år var Glæser en efterspurgt mand i Wien. Han skrev over 120 forskellige værker for teater, operaer og anden scenemusik. Fra 1828 var han kapelmester på et af byens mest berømte teatre, Theater an der Wien, men i 1830 flyttede han til Berlin, hvor han i 1832 skrev sin største succes, operaen Des Adlers Horst. Denne opera blev også godt modtaget i København ved opførelsen i 1835, og da man i slutningen af 1830'erne søgte efter en kompetent kapelmester for Det Kongelige Kapel til afløsning af det midlertidige trekløver Peter Ferdinand Funck, Johannes Frederik Frølich og Ivar Bredal faldt valget til sidst på Glæser. Koryfæer som Heinrich Marschner, Felix Mendelssohn og Louis Spohr havde været på tale, men allerede Glæsers første opgave på Det Kongelige Teater i 1842, Rossinis opera Wilhelm Tell, beviste, at han var et godt valg. Under hans ledelse hævede kapellet sig igen til det kvalitetsstade, det havde haft under Kunzen og Schall.
Glæser blev i embedet frem til sin død i 1861 og fungerede i årene 1843-50 også som dirigent for Musikforeningen, hvor han ledede i alt 50 Koncerter. I 1845 blev han udnævnt til hofkapelmester, i 1847 ridder af Dannebrog og i 1851 titulær professor. Til gengæld komponerede han ikke meget i de 19 år, han levede i København. Af de dramatiske værker, han skrev for Det Kongelige Teater, kan nævnes Brylluppet ved Comosøen (1849) og Nøkken (1853), begge til tekster af H.C. Andersen og Den forgyldte Svane (1854). Som hofkapelmester har han komponeret en række kantater til hoffester, desuden flere festouverturer og hans sidste værk, en Festmarch for Orkester, til kong Frederik 7.
Som en kuriositet kan nævnes, at Dansk biografisk Leksikon fra 1905 udførligt beskriver, at han lærte sig at tale dansk, at han stillede sig i spidsen for koncerter til fordel for de faldnes efterladte i Treårskrigen, og at han i sin familiekreds og selv i sit dødsøjeblik talte dansk. Hans anden kone var da også danskfødt.
I alt har han komponeret over 140 større og mindre arbejder for scenen, 10 kantater, 7 festouverturer, nogle kirkelige kompositioner, heriblandt en Messe i Bb-dur og et Te Deum samt nogle hæfter med romancer og flerstemmige Sange.